# Spansk spurv
Spansk spurv (latin: Passer hispaniolensis) er en fugleart, der lever i det sydlige Europa, det nordlige Afrika og det vestlige Asien.